# 모토야스 부두

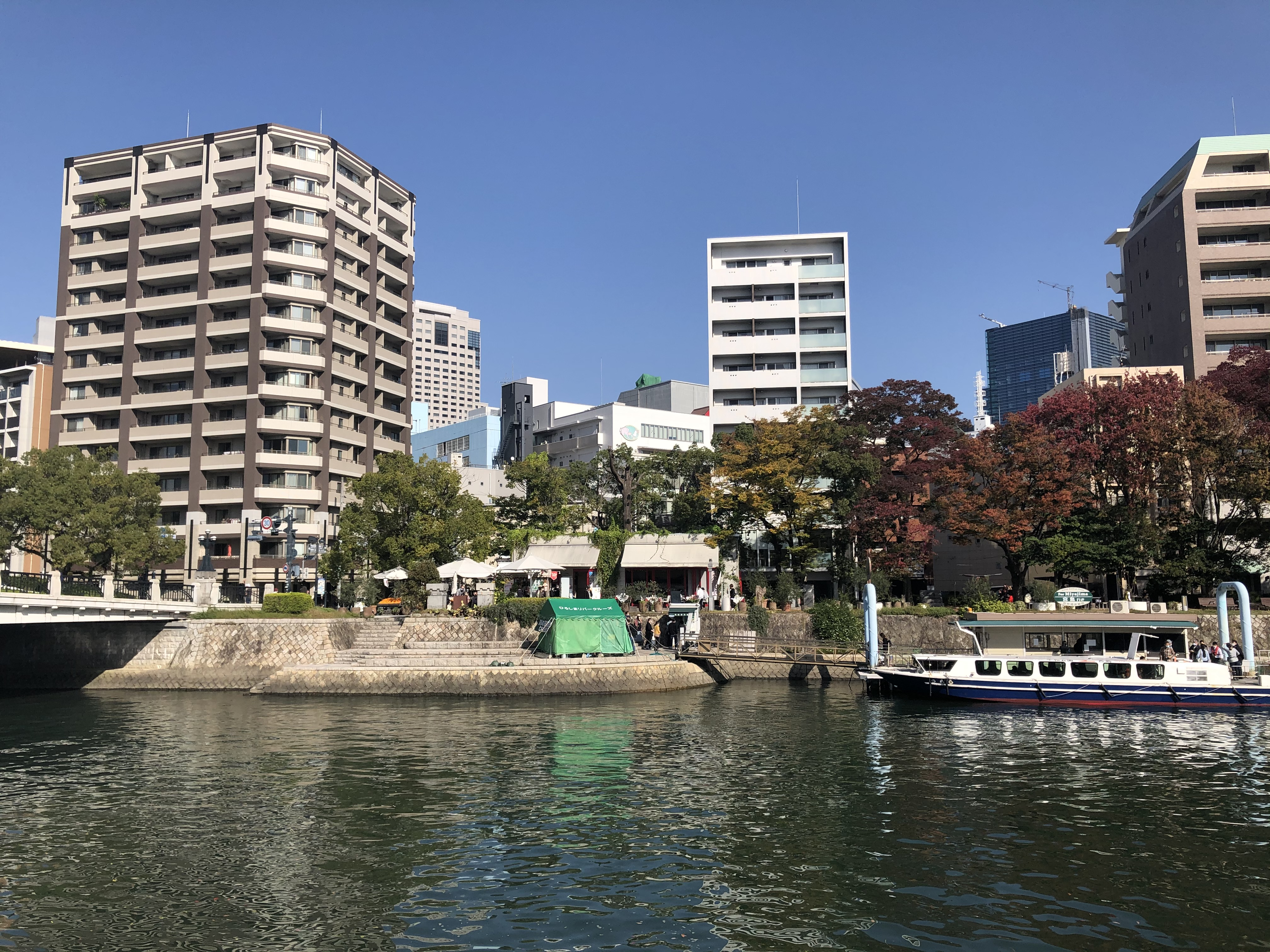
해안에서 촬영한 모토야스 부두와 유람선

모토야스 부두(元安桟橋 모토야스산바시[*])는 일본 히로시마현 히로시마시 나카구 오테마치 1가 9번지 앞 모토야스강에 있는 모토야스교 바로 남쪽인 강 동쪽 해안에 있는 부두이다. 모토야스가와 부두(元安川桟橋 모토야스가와산바시[*])라는 표기도 사용된다.
히로시마 평화기념공원 동쪽 해안에 있어, 이 부두를 거점으로 아쿠아넷 히로시마가 하천 유람선 히로시마 리버 크루즈와 하쓰카이치시 이쓰쿠시마섬 (미야지마항 3호 부두)를 연결하는 히로시마 세계유산 항로 정기선의 운항을 하고 있다.